# ジョン・サンズ (ジャーナリスト)

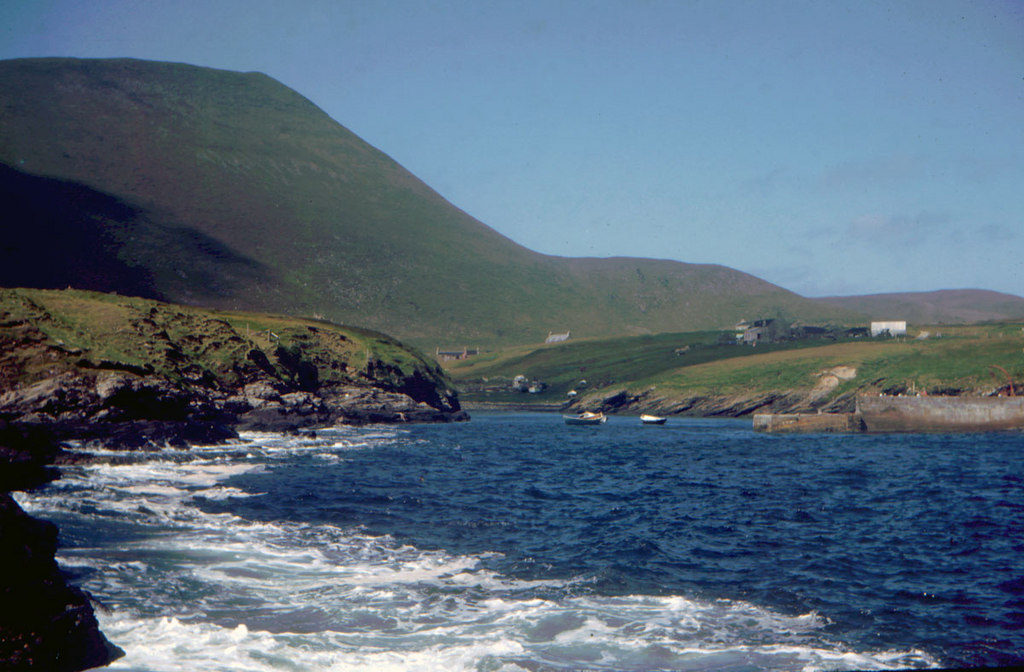
フーラ島の主要な投錨地、ダ・ヴォーン (Da Voe)。

ジョン・サンズ（John Sands、1826年 – 1900年）は、オーミストン出身の、スコットランドのフリーランスのジャーナリスト、画家で、考古学や民俗習慣、特にスコットランド島嶼部における生活様式に関心を寄せた。セント・キルダで1年近く過ごすなど、あちこちの離島でも生活した。

## セント・キルダ

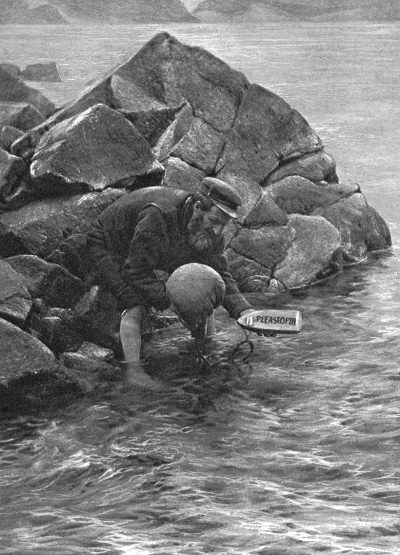
セント・キルダで、メールボートを流す男（サンズではない）。1898年撮影。

セント・キルダは、スコットランドのアウター・ヘブリディーズ諸島の外縁部に孤立する群島であり、サンズは、島民たちの窮状に世界の関心を引き寄せる上で重要な役割を果たした。2度目に訪れた1876年から1877年にかけての冬に、サンズは現地で立ち往生してしまい、座礁したペティ・ドゥブロヴァッキ号 (Peti Dubrovacki) の残骸から回収した救命ブイを使い、それにメッセージを付けた「メールボート (mailboat)」を作って海に投じた。1878年に出版された『Out of This World』は、1875年と1876年 - 1877年の2回の訪問を踏まえて記述されたものである。
1877年、サンズは、鉄器時代の地下遺跡 Taigh an t-Sithiche を発掘した。この遺跡からはシロカツオドリ、ヒツジ、ウシ、カサガイなどの残骸が、様々な石器に混じって出土した。建造物は、1,700年から 2,500年前のものとされ、セント・キルダにおける食生活が数千年にわたってほとんど変化していないことが示唆された。実際、地元の住民たちは石器の名称を言うことができたが、それは彼らが当時もまだ同様の道具を使用していたからであった。サンズは、セント・キルダの人々への支持を公的に表明し、例えば『スコッツマン』紙などに、島の地主であるダンベガンのマクラウド氏族が、島の住民を搾取していると批判する記事を書き送った。サンズはまた、島のインフラストラクチャーを整備するため1860年に遺贈されたケルソール基金 (Kelsall Fund) が、設立から15年以上経っても島の住民にはまったく知られていないことを指摘し、たばこやウイスキーにかかる税金を納めている者に、郵便配達などの公職が割り当てられていると主張した。サンズがセント・キルダに渡った理由の一つは、彼が当地に住んでいた若い女性に恋をしたからだった、という可能性もあるとされている。
サンズはスコットランド・ゲール語を少し話すことができ、島にいる間に持っていた読み物はゲール語で書かれた聖書だけであった。彼は、何やかやでセント・キルダで1年近くを過ごしたが、何でもあからさまに語る彼の見解は、敵も作り出した。例えば、1878年に『St Kilda』を出版したジョージ・シートンは、

奇妙な、伝統的右翼の修辞技法と嫌みを用いて、サンズを貶めようとし、サンズのことを「理論的フィランソロピスト」と呼び、自分の主張を神が示唆したかのようにでっち上げている

と述べているという。
しかし、サンズの努力は、セント・キルダ群島の中で唯一常住者のいる島であるヒルタへの定期的な汽船の運航の実現に一定の影響力を発揮した。

## その他の島々

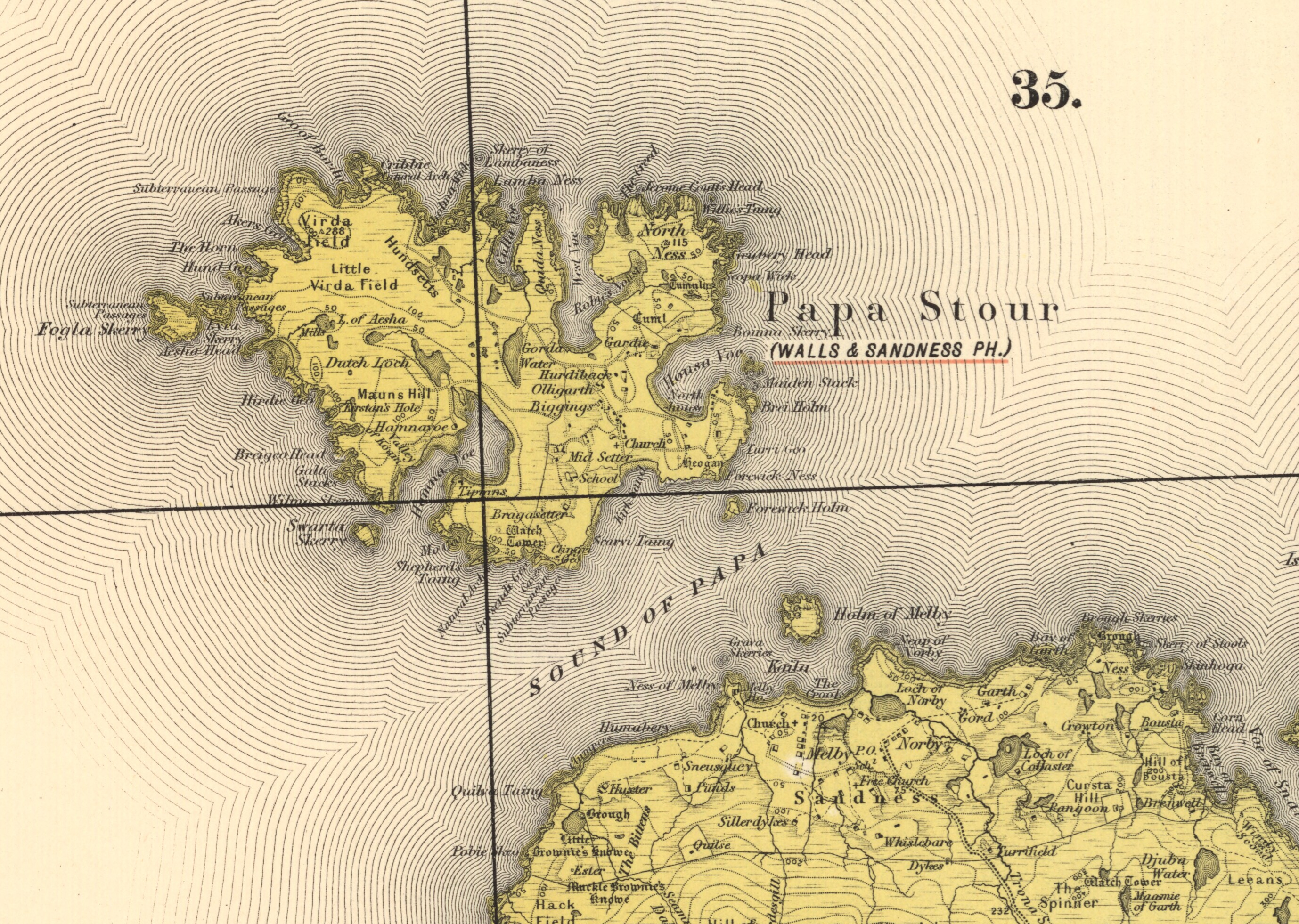
1890年代の陸地測量部 (Ordnance Survey) 地図に描かれたパパ・ストア島。

この他にもサンズは、スコットランドの離島をいろいろ訪れており、シェトランド諸島のバイラ島、パパ・ストア島、フーラ島を訪れ、インナー・ヘブリディーズのタイリー島やフェロー諸島にも住んだことがあった。フーラ島に滞在していた時には、当地で広まっていた現物給与制度に強く反対し、その問題点を批判する政治的な風刺漫画をいくつも作った。その一つの中で彼は、フーラ島を若い美しい女性に見立て、「地主制 (landlordism)」と書かれた大蛇（ボアコンストリクター）が彼女を絞め殺そうとしているところを、「宣教師 (missionary)」、「地主 (Laird)」、「現物給与 (Truck)」などと書かれた他の蛇たちが様子をうかがっている、という絵を描いた。

## 後年
サンズは、フリーランスのジャーナリスト、画家、詩人となり、ユーモア溢れる記事を『パンチ』誌に寄稿した。彼はしばしば国会議員であるかのように描かれた。これは、おそらくシートンがサンズのことを「セント・キルダ選出の国会議員 (M.P. for St Kilda)」と揶揄したことを誤解したものであろう。

## 関連文献
- Sands, J. (1877) Life in St Kilda. Chambers’s Journal of Popular Literature, Science and Art. Edinburgh. Published in book form as Life in St Kilda or Out of the World in 1878.
- Sands, J. (1877) Notes on the Antiquities of St Kilda. P.S.A.S. Vol 12.
- Seton, George (1878) St Kilda. Edinburgh.